# Ennio Brion
Ennio Brion (Bassano del Grappa, 2 gennaio 1940) è un imprenditore italiano, alla guida della Brionvega dal 1968 sino alla incorporazione di questa nella Sèleco (1992).

## Biografia
Laureato in economia, alla morte del padre Giuseppe (1968), Ennio affianca la madre Onorina alla guida dell'azienda Brionvega, produttrice di apparecchi radio-televisivi, che sotto la sua guida sviluppa prodotti oggi presenti al MoMA di New York ed al Centre Pompidou di Parigi come importanti esempi di design industriale.
Come committente ha in questo ruolo richiesto progettazioni a diversi architetti e designer; sono fra questi Richard Sapper e Marco Zanuso (TV Algol, Antares, Doney 14 e Black; radio TS502), Achille e Piergiacomo Castiglioni (impianto stereo RR126), Ettore Sottsass, Sergio Asti e Mario Bellini (TV Aster).
Ma è stato committente anche in architettura, commissionando la realizzazione di opere come il complesso monumentale Brion (San Vito d'Altivole - 1969-1978) progettato da Carlo Scarpa per onorare la memoria di Giuseppe Brion. O come la fabbrica Brionvega ad Asolo (di Marco Zanuso), la ristrutturazione di Palazzo Citterio a Milano (di James Frazer Stirling), o ancora il piano di riconversione dell'area Portello-Fiera a Milano (2001-2012).
Per l'insieme di queste attività l'architetto e storico Luca Molinari (secondo il quale è "anima del successo dell'azienda Brionvega dagli anni Sessanta ai primi anni Ottanta, personaggio significativo del design e dell'architettura italiana contemporanea") e Simona Galateo hanno curato ed allestito a Milano la mostra «Ennio Brion - committenza d'autore».
Presidente dell'associazione industria elettrotecnica ed elettronica (Anie) di Milano, dell'Associazione amici di Brera, è anche amministratore delegato della Società Auredia di Milano.